# لنز ام.زویکو دیجیتال ۱۷میلی‌متر اف/۲٫۸
لنز ام.زویکو دیجیتال ۱۷میلی‌متر اف/۲٫۸ (به انگلیسی: M.Zuiko Digital 17mm f/2.8 lens) نام لنز دوربین عکاسی از نوع ثابت است که توسط شرکت المپوس تولید می‌شود. فاصلهٔ کانونی این لنز ۱۷ میلی‌متر، دیافراگم آن دارای ۵ تیغه و ضریب اف آن اف ۲٫۸ تا۲۲ است. 